# Давыдиха (Тотемский район)
Давыдиха — деревня в Тотемском районе Вологодской области.
Входит в состав Великодворского сельского поселения, с точки зрения административно-территориального деления — в Великодворский сельсовет.
Расположена на левом берегу реки Печеньга. Расстояние по автодороге до районного центра Тотьмы — 49 км, до центра муниципального образования деревни Великий Двор — 2 км. Ближайшие населённые пункты — Великий Двор, Внуково, Воронино, Подлипное.
По переписи 2002 года население — 29 человек (16 мужчин, 13 женщин). Всё население — русские.

## Известные уроженцы
- Зайцев, Михаил Иванович (1901—1944) — советский военачальник, полковник.